# 沃爾納特 (印第安納州)
沃爾納特（英語：Walnut）是位於美國印第安納州馬歇爾縣的一個非建制地區。該地的面積和人口皆未知。